# Paige McPherson
Paige Arielle McPherson, detta McFierce (Abilene, 1º ottobre 1990), è una taekwondoka statunitense, vincitrice di una medaglia di bronzo ai Giochi olimpici di Londra 2012.

## Palmares
- Giochi olimpici

Londra 2012: bronzo nella categoria 67kg.
Tokyo 2020: bronzo nella categoria 67kg.
- Giochi panamericani

Guadalajara 2011: argento nella categoria 67kg.
Toronto 2015: oro nella categoria 67kg.